# Gidon Kremer
Gidon Kremer (lettiska: Gidons Krēmers), född 27 februari 1947, är en lettisk violinist och dirigent. 1980 lämnade han Sovjetunionen och bosatte sig i dåvarande Västtyskland.

## Biografi
Kremer föddes i Riga av tysk-judiska föräldrar, hans far överlevde förintelsen. Han började spela violin vid fyra års ålder, med fadern och farfadern, vilka båda var professionella violinister, som lärare. Han påbörjade violinstudier vid lettiska Musikaliska Akademien och fortsatte snart vidare studier för David Oistrakh vid Moskvas Musikkonservatorium. 1967 fick han tredjepriset vid tävlingen Le Concours Reine Elisabeth i Bryssel; sedan, 1969, andrapriset vid Montreal International Violin Competition (delat med Oleh Krysa) följt av förstapris vid Paganini Competition i Genua; och slutligen första pris igen 1970 vid International Tchaikovsky Competition i Moskva.
Kremers första professionella konsert i väst var i Västtyskland 1975, följt av uppträdanden vid Festspelen i Salzburg 1976 och i New York 1977. Fyra år senare grundade Kremer en kammarmusikfestival i Lockenhaus, Österrike, med inriktning på ett nytt och okonventionellt program, sedan 1992 kallas festivalen "Kremerata Musica" och 1996 bildade Kremer Kremerata Baltica Kammarorkester, bestående av unga musiker från de baltiska länderna. Kremer var också en av de konstnärliga ledarna vid festivalen "Art Projekt 92" i München. 2008, turnerade Kremer och Kremerata Baltica med den klassiska musikkomediduon Igudesman & Joo. Under den andra upplagan av The European Festival: Ukrainan Spring, som leds av Ukrainska institutet i Sverige, besökte Kremer och Kremerata Baltica Stockholm och avslutade upplagan genom en grand final på Konserthuset den 7 maj 2024.
Kremer är känd för sin vida repertoar, från Antonio Vivaldi och J.S. Bach till nutida musik-kompositörer. Han har gett sig på kompositioner av Ástor Piazzolla, George Enescu, Philip Glass, Alfred Schnittke, Leonid Desyatnikov, Alexandr Raskatov, Alexandr Voustin, Lera Auerbach, Pēteris Vasks, Arvo Pärt, Roberto Carnevale och  John Adams. Bland de många tonsättare som tillägnat honom verk finns Sofija Gubajdulina (Offertorium) och Luigi Nono (La lontananza nostalgica utopica futura). Han har konserterat med Valery Afanassiev, Martha Argerich, Oleg Maisenberg, Mischa Maisky, Yuri Bashmet och Vadim Sakharov. Kremer har en gedigen diskografi på Deutsche Grammophon, där han har gjort inspelningar sedan 1978; han har också spelat in för både Philips Records och Decca Records, ECM såväl som Nonesuch Records.  
Kremer har haft flera antika violiner av violinmakare som Guarneri del Gesù från 1730; och en stradivariusviolin från 1734 känd för sitt smeknamn, Baron Feititsch-Heermann. Kremers nuvarande violin är en Nicolo Amativiolin från 1641.

## Priser och utmärkelser
- Drottning Elisabeths musiktävling (Tredje pris) (1967; Bryssel)
- Léonie Sonnings musikpris (1989; Danmark)
- Latvian Great Music Award (1995, 2004; Lettland)
- Lithuanian Great Duke Gediminas Medal (2000; Litauen)
- Rolf Schock-priset (2008; Sverige)